# Evangelische Kirche Berg

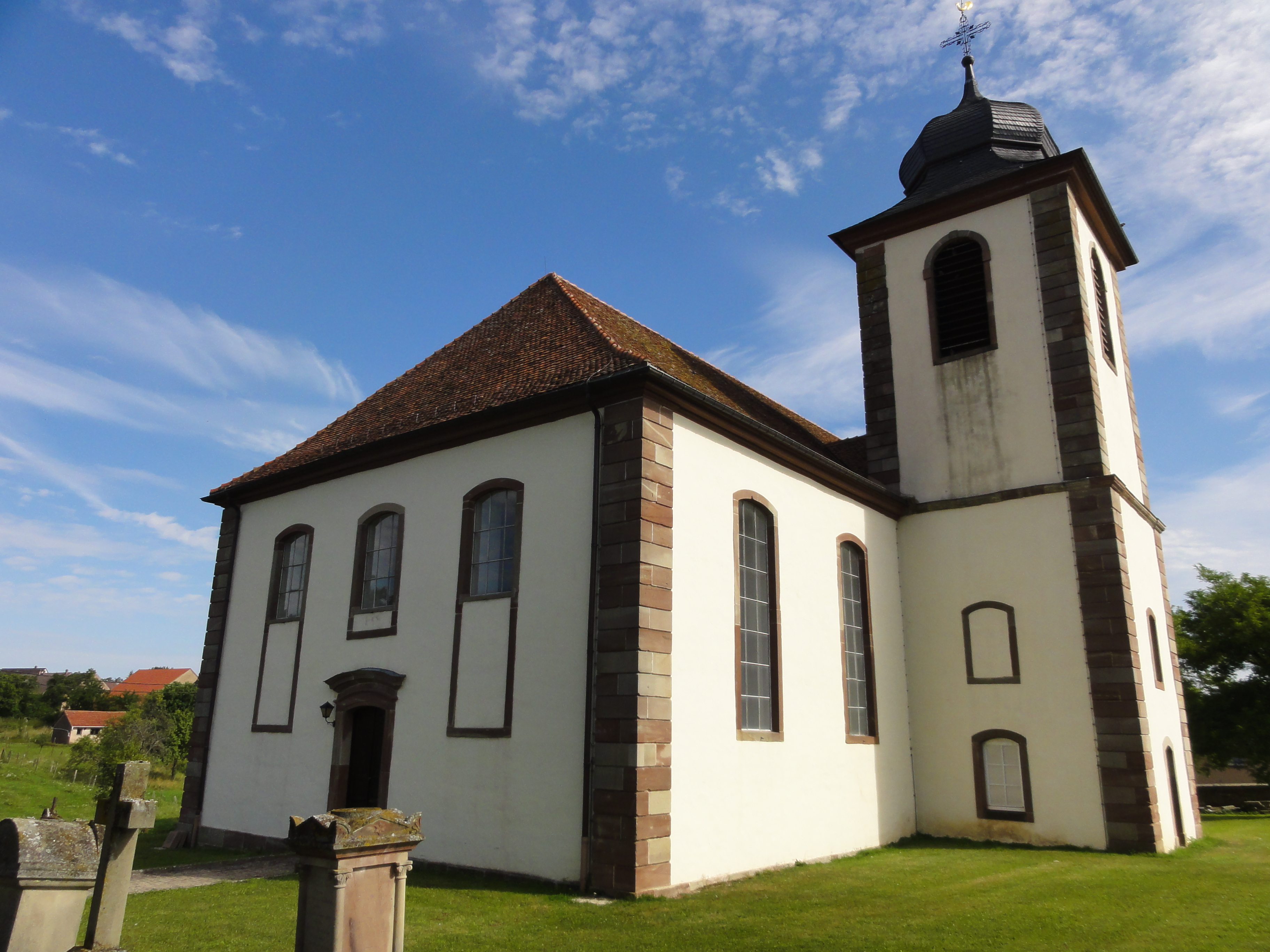
Evangelische Kirche in Berg

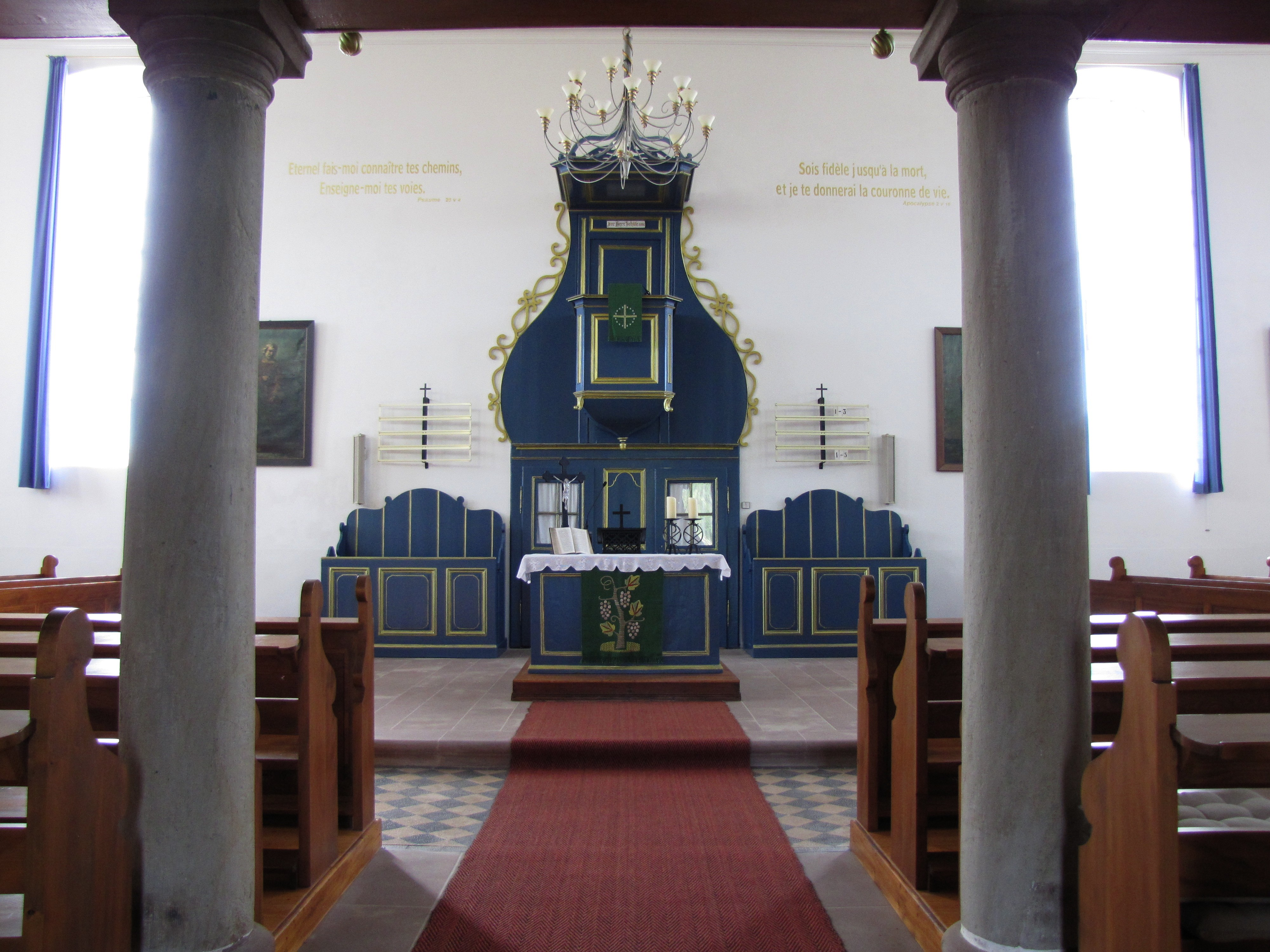
Innenraum

Die Evangelische Kirche ist ein Kirchengebäude der Protestantischen Kirche Augsburgischen Bekenntnisses von Elsass und Lothringen in Berg im Département Bas-Rhin in Frankreich.

## Geschichte
1556 hatte Graf Adolf von Nassau-Saarbrücken in der Grafschaft Saarwerden die Reformation nach lutherischem Bekenntnis eingeführt. In der Folgezeit wurde die spätmittelalterliche „Kirche auf dem Kirchberg“ als Simultankirche genutzt. Eine eigene evangelische Kirche wurde erst in den Jahren 1771 bis 1773 im Auftrag des Fürsten Wilhelm Heinrich von Nassau-Saarbrücken durch Friedrich Joachim Stengel errichtet. Nach seinen Plänen entstand eine klassizistische Quersaalkirche mit Walmdach, der auf der Rückseite mittig der Kirchturm angegliedert ist. Der über eine zweiläufige Freitreppe erschlossene Eingang ist durch einen giebelbekrönten Risalit betont. Der Innenraum wird durch den Kanzelaltar mit seitlichen Presbyteriumsbänken beherrscht. Der Kirchenbau ist seit 1990 als „Monument historique“ eingetragen.

## Orgel

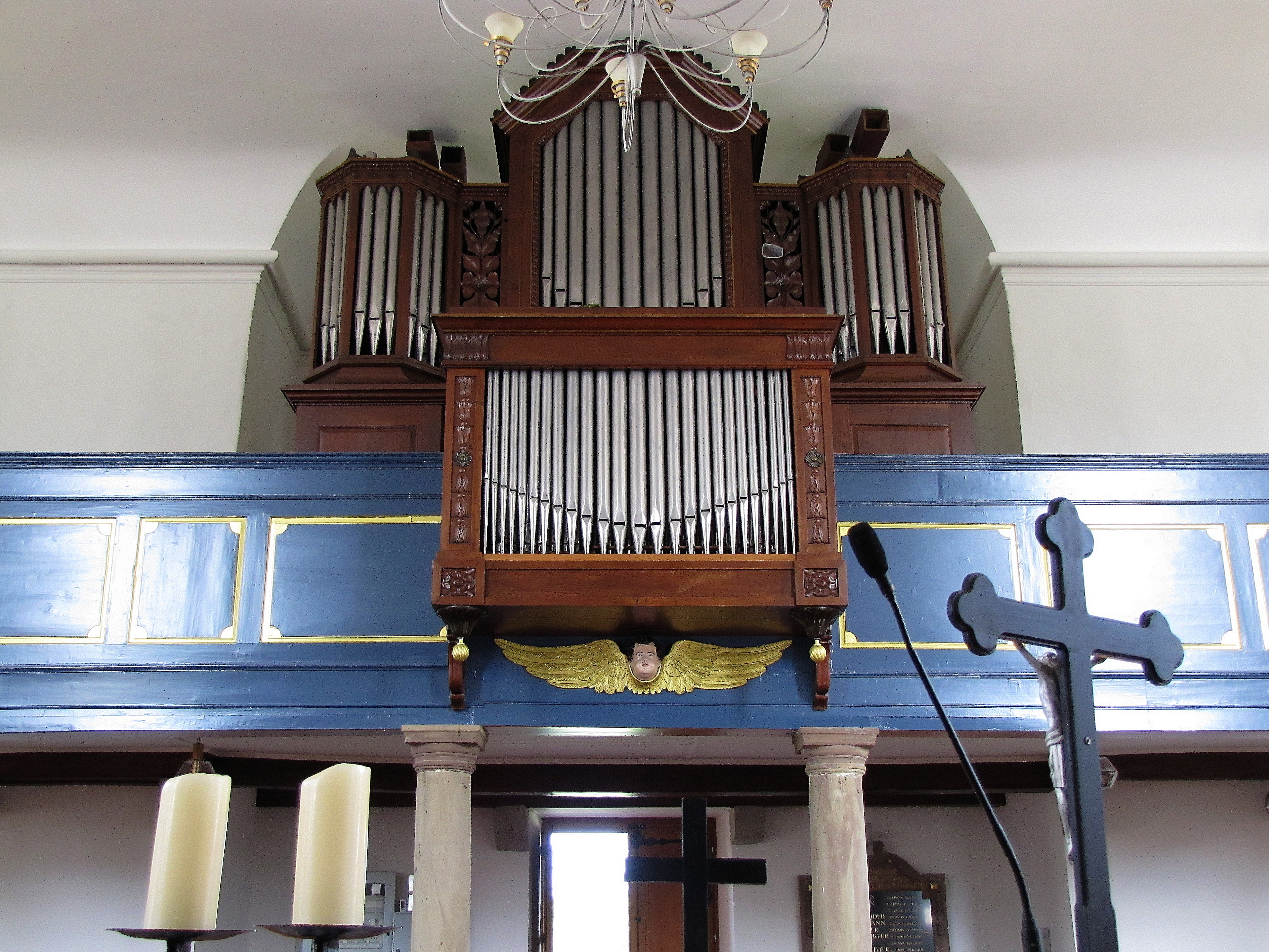
Orgel

Die Kirche erhielt 1845 eine Orgel des Straßburger Orgelbauers Georges Wegmann. Das Prospekt besitzt niedrige polygonale Seitentürme und ein kastenförmiges Rückpositiv. Die Disposition lautet:
| Positif de dos C–f3 |                |        |
| 1.                  | Bourdon        | 8′     |
| 2.                  | Montre         | 4′     |
| 3.                  | Nasard         | 2 ⁄3′  |
| 4.                  | Doublette      | 2′     |
| 5.                  | Tierce         | 1 3⁄5′ |
| 6.                  | Fourniture III | 1 ⁄3′  |
| 7.                  | Cromorne       | 8′     |

| Grand-orgue C–f3 |                |        |
| 08.              | Bourdon        | 16′    |
| 09.              | Montre         | 08′    |
| 10.              | Bourdon        | 08′    |
| 11.              | Salcional      | 08′    |
| 12.              | Prestant       | 04′    |
| 13.              | Flûte conique  | 04′    |
| 14.              | Quinte         | 02 ⁄3′ |
| 15.              | Cornet V       |        |
| 16.              | Fourniture III | 01 ⁄3′ |
| 17.              | Trompette      | 08′    |

| Pédale C–f1 |           |     |
| 18.         | Soubasse  | 16′ |
| 19.         | Flûte     | 08′ |
| 20.         | Prestant  | 04′ |
| 19.         | Bombarde  | 16′ |
| 20.         | Trompette | 08' |

- Koppeln: II/I, I/P, II/P

## Bibliographie
- Karl Lohmeyer: Friedrich Joachim Stengel, fürstäbtlich fuldischer Ingenieur, Hofarchitekt und Bauinspektor, fürstlich nassau-usingenscher Baudirektor, herzoglich sachsen-gothaischer Rat und Baudirektor, fürstlich nassau-saarbrückenischer Generalbaudirektor, würklicher Kammerrat und Forstkammerpräsident pp. 1694–1787 (Mitteilungen des historischen Vereins für die Saargegend, Heft XI). L. Schwann, Düsseldorf 1911. (Nachdruck 1982, ISBN 3-921870-01-1).